# Fernand Nozière
Pour les articles homonymes, voir Nozière.
Fernand Nozière, nom de plume de Fernand Aaron Weyl, né le 15 janvier 1874 dans le 9e arrondissement de Paris et mort le 25 mars 1931 à Pau, est un homme de lettres français.

## Biographie
Né le 15 janvier 1874 à Paris 9e, Fernand Nozière est entre 1894 et 1900 un critique d'art très présent, signant de son vrai nom un certain nombre d'articles dans la presse d'inspiration idéaliste (L'Art et la vie, L'Ermitage) à propos des artistes symbolistes, des « Salons de la Rose-Croix » et des « peintres de l'âme ». Il se consacre ensuite au théâtre en tant que critique dramatique, auteur dramatique, adaptateur et metteur en scène, d'abord sous le nom de plume de Frump, puis sous celui de Fernand Nozière, choisi en hommage au personnage Pierre Nozière créé par Anatole France.
Il meurt le 25 mars 1931 à Pau des suites d'une opération dans une clinique de cette ville, et il est inhumé dans le cimetière du Montparnasse (30e division).
Il a épousé en premières noces Madeleine Kahn, dite Madeleine Vernon (1876-1950), traductrice notamment de Rudyard Kipling en français. Leur fille Marcelle (1904-1982) a été mariée à l'affichiste Jean Carlu.

## Théâtre

### Pièces originales
- 1907 : Le Baptême, en collaboration avec Alfred Savoir, mise en scène Lugné-Poe, pièce en 3 actes
- 1908 : L'Après-midi byzantine, Comédie Royale, pièce en un acte
- 1908 : Avant les courses, Comédie Royale, pièce en un acte
- 1908 : Les Sabots de Vénus, Maisons-Laffitte, pièce en un acte
- 1909 : Les Deux Visages, Théâtre Michel avec Polin
- 1911 : Les Oiseaux, Théâtre de l'Œuvre, fantaisie en 2 actes d'après Aristophane
- 1913 : La Saignée, en collaboration avec Lucien Descaves, Théâtre de l'Ambigu-Comique avec Armand Bour
- 1915 : La Prière dans la nuit, drame en un acte
- 1919 : Imroulcaïs, Théâtre Sarah-Bernhardt, pièce arabe en trois actes coécrite avec Edmond Doutté sur une musique de Camille Erlanger, avec Romuald Joubé (Imroulcaïs) et Ida Rubinstein (Oum Djondab)[6].
- 1919 : Le Tour du Cadran, comédie en trois tableaux au théâtre des Arts[7]
- 1920 : Les Quatre Coins au théâtre des Arts[8],[9]
- 1924 : Manon, Théâtre de la Gaîté avec Denis d'Inès
- 1926 : Hélène, opérette bouffe en 3 actes
- 1931 : Cette vieille canaille

### Adaptations d'auteurs français et étrangers

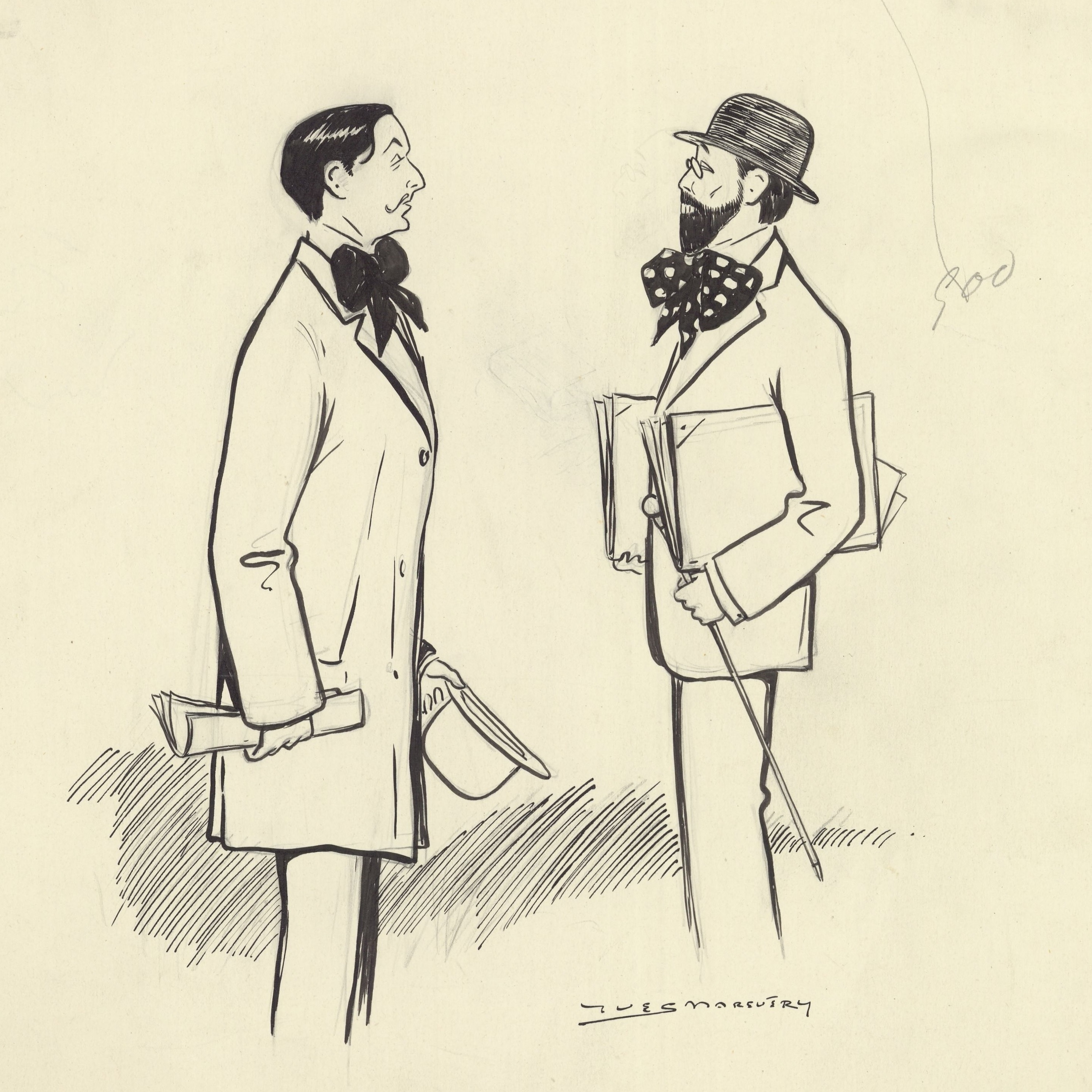
Jean Dax et Nozière réunis pour Bel-Ami au Théâtre du Vaudeville en 1912 (dessin d'Yves Marevéry).

- 1905 : Les Liaisons dangereuses, d'après Choderlos de Laclos, comédie en 3 actes
- 1906 : Le Hasard du coin du feu, d'après Crébillon fils, comédie en 3 tableaux
- 1909 : La Maison de danses, d'après Paul Reboux, en collaboration avec Charles Müller, Théâtre du Vaudeville avec Alexandre Arquillière
- 1910 : La Sonate à Kreutzer, en collaboration avec Alfred Savoir d'après Léon Tolstoï, mise en scène Lugné-Poe, Théâtre Fémina, Théâtre Réjane avec Gabrielle Dorziat
- 1911 : L'Eternel Mari, en collaboration avec Alfred Savoir d'après Fiodor Dostoïevski avec Firmin Gémier
- 1912 : Bel-Ami, d'après Guy de Maupassant, Théâtre du Vaudeville, pièce en 8 tableaux avec Jean Dax
- 1922 : Le Portrait de Dorian Gray, d'Oscar Wilde, Comédie des Champs-Élysées
- 1925 : La Famille Fenouillard, en collaboration avec Pierre Humble, d'après la bande dessinée de Christophe, comédie en 3 actes, théâtre du Petit Monde
- 1926 : La Comédie du bonheur de Nicolas Evreïnoff, mise en scène Charles Dullin, Théâtre de l'Atelier
- 1929 : La Rouille, de Vladimir Kirchon et Andreï Ouspenski, mise en scène Fernand Nozière et Nicolas Evreïnoff, Théâtre de l'Avenue
- 1930 : David Golder, d'après Irène Némirovsky, Théâtre de la Porte-Saint-Martin avec Harry Baur

### Pièces reprises après sa mort
- 1951 : Cette vieille canaille, Théâtre des Célestins à Lyon
- 1958 : Madame Avril, mise en scène Jacques Charon, Théâtre Michel

## Cinéma

### Scénario original
- 1920 : Le Dieu du hasard, réalisé par Henri Pouctal

### Adaptations de ses pièces
- 1933 : Cette Vieille Canaille, réalisé par Anatole Litvak, avec Harry Baur, Pierre Blanchar (adaptation de la pièce éponyme)
- 1934 : Quella Vecchia Canaglia, film italien de Carlo Ludovico Bragaglia, avec Ruggero Ruggeri (adaptation de Cette Vieille Canaille)
- 1940 : La Comédie du bonheur (Ecco la felicità!), pièce franco-italienne réalisé par Marcel L'Herbier, avec Michel Simon, Ramón Novarro (adaptation de la pièce éponyme).

## Distinction
- Officier de la Légion d'honneur en 1927[10].